# Ispidina
Ispidina is een geslacht van vogels uit de familie ijsvogels (Alcedinidae). 

## Soorten
Het geslacht kent de volgende soorten:
- Ispidina lecontei – Bruinkopdwergijsvogel
- Ispidina picta – Afrikaanse dwergijsvogel